# Edgar M. Lazarus
Edgar Marks Lazarus, né le 6 juin 1868 à Baltimore et mort le 2 octobre 1939 à Portland, est un architecte américain qui a joué un rôle important dans la région de Portland, pendant plus de 45 ans. Il est surtout connu comme l'architecte de la Vista House sur Crown Point dans la gorge du fleuve Columbia.

## Jeunesse et éducation
Edgar Marks Lazarus (Jr.) nait le 6 juin 1868 à Baltimore, dans le Maryland,. Il est un descendant des Juifs coloniaux de Charleston, en Caroline du Sud, et est le fils d'un soldat confédéré. Selon lui, ses ancêtres seraient arrivés aux États-Unis avec le conquistador espagnol de Soto.
Après avoir été scolarisé à l'école publique, il est diplômé en 1988 de l'Institute of Art and Design du Maryland en architecture. Il est engagé par le Corps de l'intendance de l'armée de terre des États-Unis à Washington. Son rôle est de concevoir des bâtiments utilitaires pour l'armée.

## Carrière

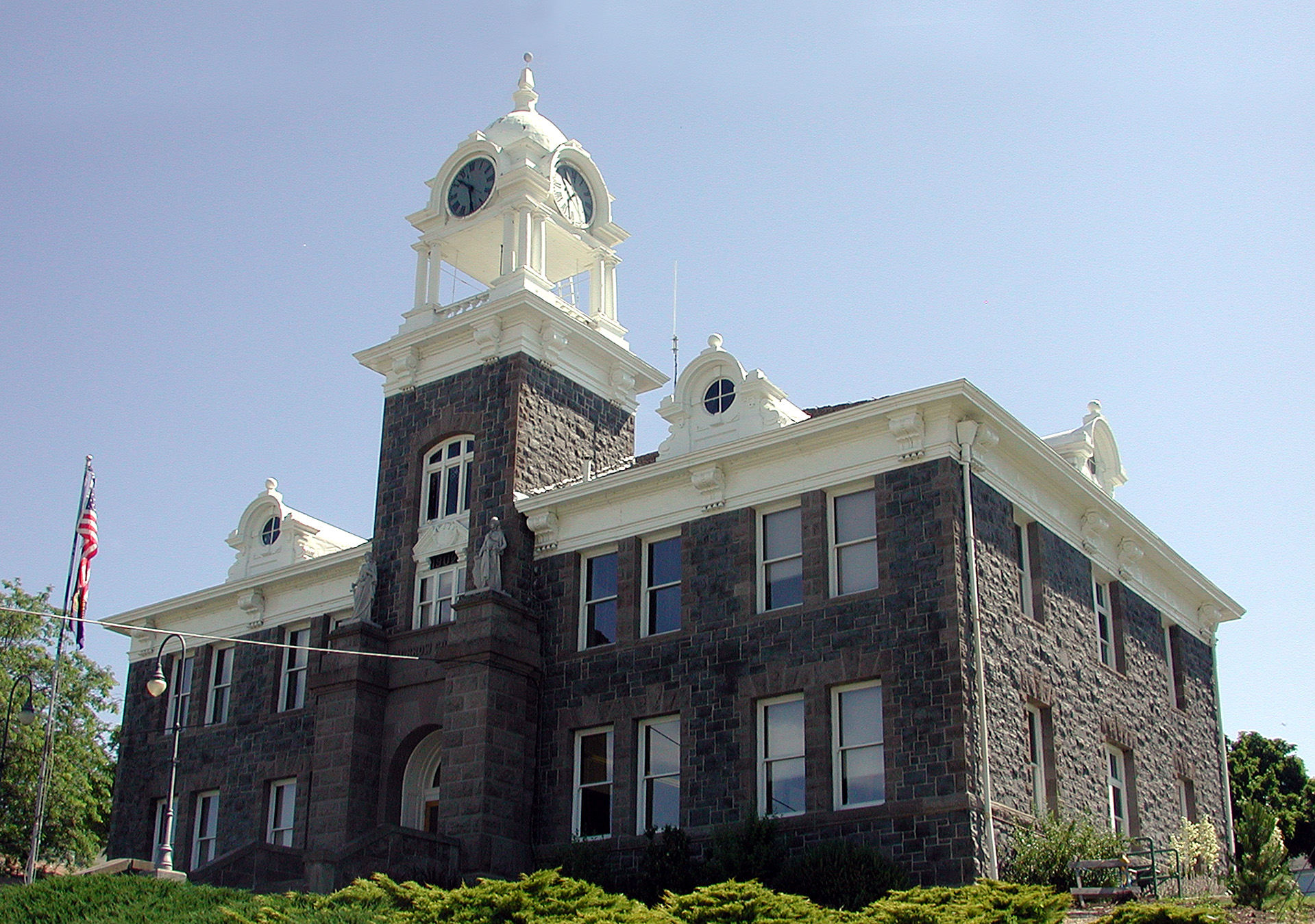
Palais de justice du comté de Morrow, à Heppner, dans l'Oregon.

En 1891, Lazarus quitte l'armée et arrive à Portland, dans l'Oregon, avec une lettre d'introduction d'un citoyen éminent,. Il forme un partenariat avec William M. Ellicott l'année suivante,. La société, Lazarus & Ellicott, existe jusqu'en 1895, après quoi Lazarus exerce seul jusqu'en 1909,. Il devient membre du chapitre de San Francisco de l'American Institute of Architects (AIA) et est élu sociétaire de l'institut en 1895,.
En février 1909, il s'associe avec Morris H. Whitehouse et J. André Fouilhoux sous le nom de Lazarus, Whitehouse & Fouilhoux, partenariat qui ne tiendra qu'un an. En mai 1910, il part pour un voyage de plus d'un an en Europe. Il est accompagné de Homer Davenport, célèbre caricaturiste et amateur, comme Lazarus, de chevaux.
De retour à Portland en 1911, Lazarus, forme, avec Frank Logan, Lazarus & Logan  ; le cabinet existe jusqu'en 1914,. Lazarus exerce ensuite seul pour le reste de sa carrière.

### Réalisations

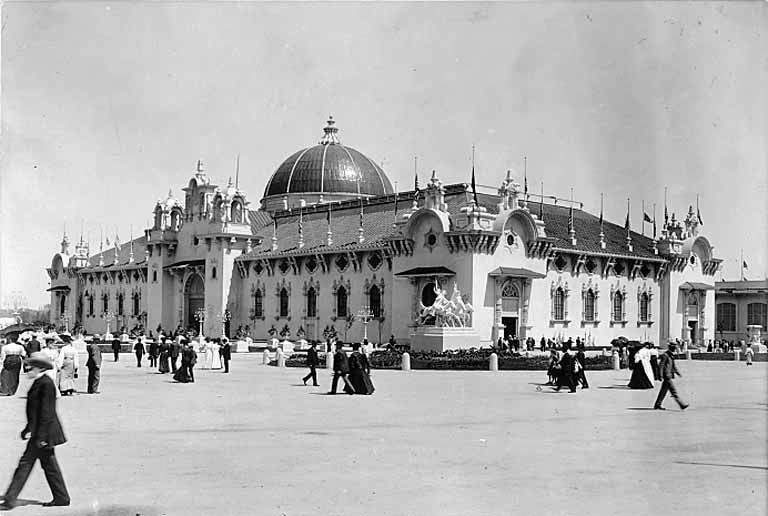
Palais de l'Agriculture, construit pour la Lewis and Clark Centennial Exposition de 1905.

Au début de sa carrière, Lazarus conçoit de nombreuses maisons pour des habitants notables de Portland, notamment au sein de la communauté juive de la ville. Ses conceptions résidentielles étaient principalement de style Shingle, mais avec son propre design unique, notamment des formes inhabituelles et des toits extrêmement pentus,.
Lazarus conçoit plusieurs palais de justice en Oregon, dont celui du comté de Morrow en 1901 ou celui du comté de Clatsop en 1904,.
En 1905, il conçoit le Palais de l'Agriculture, avec un dôme doré, pour la Lewis and Clark Centennial Exposition (exposition pour le centenaire de l'expédition Lewis et Clark), dans le style baroque,.
Il conçoit également le Electric Building (en), immeuble toujours présent à Portland et qui fait partie du registre national des lieux historiques, même s'il a subi des modifications en 1941.
Lorsque l'Oregon commence à délivrer des licences d'architecte en 1919, il reçoit la licence no 21 en vertu d'une clause d'antériorité.
En 2011, Edward H. Teague, responsable de la bibliothèque d'architecture et des arts connexes de l'université de l'Oregon, et conservateur de la collection numérique Building Oregon : Architecture of Oregon and the Pacific Northwest présente la découverte de plusieurs œuvres qui n'avaient pas été attribuées à Lazarus, dont certaines sont encore debout à Portland,.

### Vista House

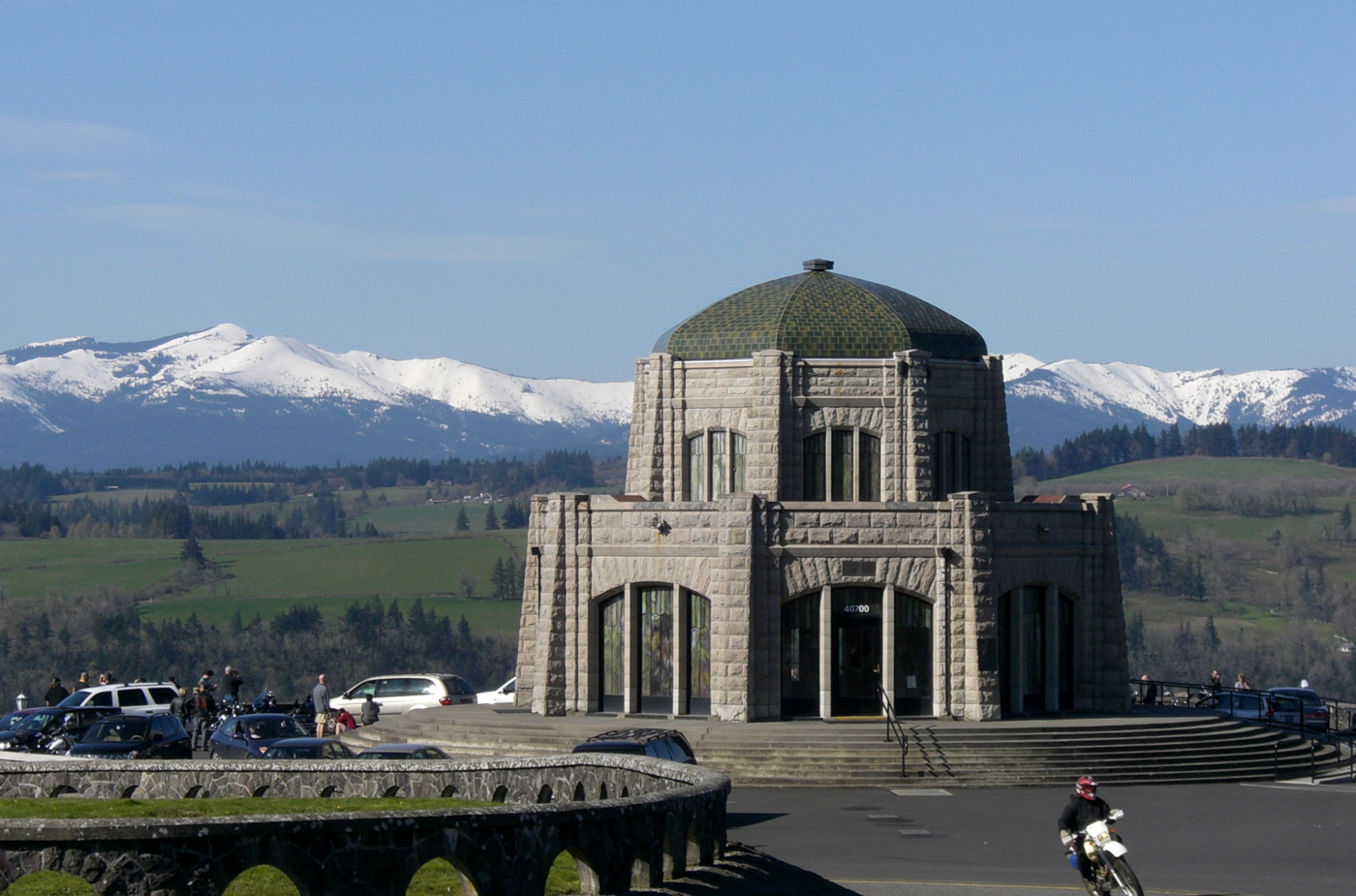
Vista House, sur Crown Point, dans la gorge du fleuve Columbia.

Son œuvre la plus importante, achevée en 1918, est la Vista House, un observatoire qui sert également de mémorial aux pionniers de l'Oregon et de station de confort pour les voyageurs de l'Historic Columbia River Highway,. Le bâtiment, situé sur le site de Crown Point, dans la gorge du fleuve Columbia, est inscrit au registre national des lieux historiques,.
Après avoir terminé la Vista House, Lazarus s'engage dans un long et âpre conflit avec le Conseil de contrôle de l'État de l'Oregon concernant ses honoraires pour la Vista House et son travail à l'Hôpital d'État de l'Oregon. La controverse lui vaut une presse défavorable, ce qui a pu nuire à sa carrière, car il n'a pas réalisé de travail important après l'incident. D'anciens collègues, comme Morris H. Whitehouse et J. André Fouilhoux, militent, sans que les raisons soient claires, pour que Lazarus soit exclus de l'AIA. Il perd son statut de membre en 1919.

## Vie privée et décès
Lazarus est un cavalier passionné. Il fonde notamment le Portland Hunt Club, un club qui organise des balades et des courses de chevaux à Portland. C'est également un artiste, un entrepreneur immobilier et un ardent défenseur de la profession d'architecte.
Il se marie en 1921, à l'âge tardif de 53 ans avec Fanny Hendricks. Ils entreprennent à deux de nombreux voyages en Europe, au Japon et aux États-Unis et passe même presque toute l'année 1928 à Paris. Le couple s'intéresse de plus en plus à l'art. En 1931, sa femme hérite d'une grande fortune d'un oncle de New York.
Lazarus meurt le 2 octobre 1939, à Portland, des suites d'une courte maladie,,. Sa femme, plus jeune, lui survit et décède en 1966,. Il est enterré au cimetière Oheb Shalom, à Baltimore, dans le Maryland.

## Principales réalisations

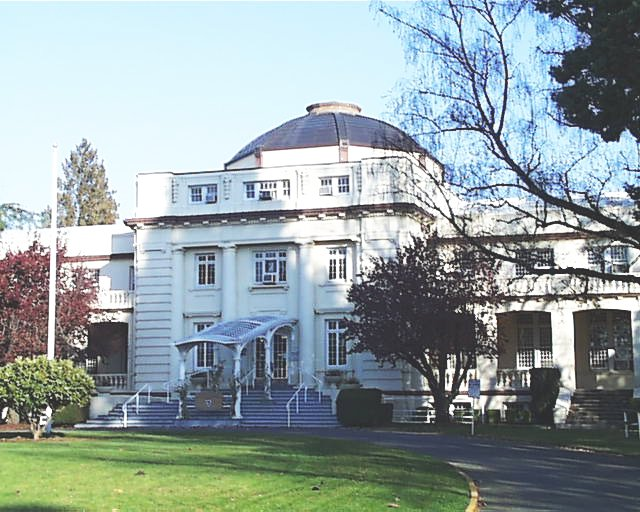
Service d'accueil de l'hôpital d'État de l'Oregon (« Dome Building »)

- Résidence Frederick V. Holman, Portland, 1892 (démolie en 2016)
- Résidence George F. Heusner, Portland, 1894 (NRHP)
- Hall Apperson, Oregon Agricultural College (maintenant Université d'État de l'Oregon), Corvallis, 1898-1899 (NRHP)
- Mitchell Playhouse (maintenant le Gladys Valley Gymnastics Center), Oregon Agricultural College, Corvallis, 1898 (NRHP)
- Palais de justice du comté de Morrow, Heppner, 1903 (NRHP)
- Synagogue Ahavai Sholom, Portland, 1904 (démolie en 1978)[5]
- Palais de justice du comté de Clatsop, Astoria, 1904-1907 (NRHP)
- Résidence John S. Bradley, Portland, 1906 (NRHP)
- Hôtel Taft, Portland, 1906 (NRHP)[6]
- Résidence George L. Campbell, Portland, 1910 (Lazarus, Whitehouse & Fouilhoux)
- Appartements JC Campbell, Portland, 1910 (Lazarus, Whitehouse & Fouilhoux)
- Appartements Wickersham, Portland, 1910 (NRHP) (Lazarus, Whitehouse & Fouilhoux)
- Résidence Edward A. King, Portland, 1910
- Salle de réception de l'hôpital de l'État de l'Oregon (le "Dome Building"), 1909 (NRHP) et aile sud du « J Building », 1912 (démolie en 2009), Salem
- Vista House, Crown Point, 1918